# 1185
Cette page concerne l'année 1185  du calendrier julien. Pour l'année 1185 av. J.-C., voir 1185 av. J.-C.
L'année 1185 est une année commune qui commence un mardi.

## Événements
- 16 mars : Baudouin IV, roi de Jérusalem, meurt de la lèpre, à l’âge de 24 ans. Il laisse le trône à son neveu, Baudouin V, un enfant de six ans (fin de règne en 1186), et la régence au comte Raymond III de Tripoli, qui s’empresse d’envoyer des émissaires à Damas pour demander une trêve, afin de consolider son pouvoir. Saladin lui accorde une trêve de quatre ans[1].
- Juin : échec de Saladin au siège de Mossoul[2].

### Japon
- Février: Minamoto no Noriyori débarque à Kyūshū et commence à sécuriser la région[3].
- 22 mars : bataille de Yashima, victoire des Minamoto sur les Taira[3].
- 25 avril : la bataille de Dan-no-ura, dans la mer intérieure, est perdue par les Taira, ce qui marque la fin de la guerre de Gempei. Le vainqueur Minamoto no Yoritomo se fait nommer Shogun et établit son quartier général (Bakufu) à Kamakura[3]. Création d’une administration (bakufu de Kamakura) et d’un gouvernement parallèles à ceux de l’empereur par Yoritomo, chef du clan Minamoto. Début de la période Kamakura (fin en 1333).

### Europe
- 17 janvier : Héraclius d’Auvergne, patriarche de Jérusalem venu prêcher la Croisade, célèbre la messe dans la cathédrale Notre-Dame de Paris en présence de l'évêque Maurice de Sully[4].
- Avril : le prince Jean, fils du roi Henri II d’Angleterre, nommé seigneur d’Irlande en 1177, débarque à Waterford[5]. Ses compagnons acquièrent des fiefs en Irlande. Après l’échec de son expédition, Jean de Courcy devient gouverneur d’Irlande de 1186 à 1189.

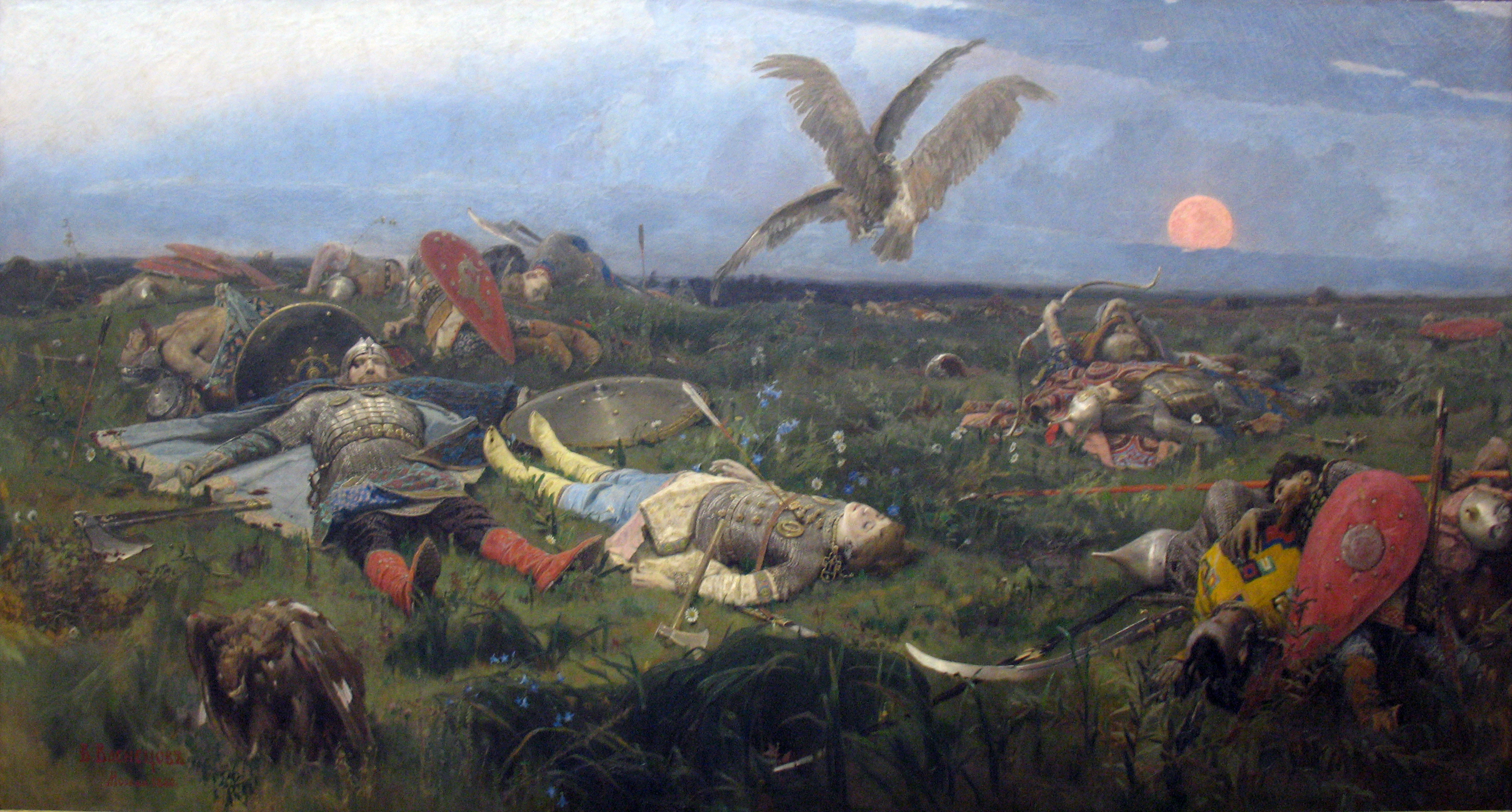
Igor Sviatoslavitch après les combats contre les Polovtses, Victor Vasnetsov, 1880.

- Printemps : campagne malheureuse du prince Igor Sviatoslavitch de Novgorod-Severski contre les Polovtses, à l'origine d’un poème épique, Le Dit de la campagne d’Igor[6].

- 11 juin : de leur base de Messine, en Sicile, les Normands lancent une expédition victorieuse dans les Balkans, à Salonique, contre l’empire byzantin[7].
- 24 juin : Guillaume II de Sicile débarque en Albanie et prend Durazzo. Il engage ses troupes sur la via Egnatia[7].

- Juillet : traité de Boves[8]. Philippe Auguste, roi de France, annexe l'Amiénois et le Vermandois.

- 6 août : l’armée normande marche sur la Thessalonique que sa flotte assiège de toute part le 15 août[7].
- 24 août : Thessalonique est prise par les Normands de Sicile[7]. Massacres et pillages. Les Normands marchent sur Constantinople.

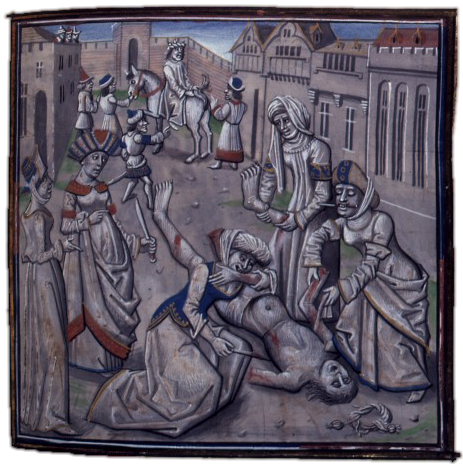
12 septembre : mort d’Andronic. Manuscrit de la Bibliothèque Nationale, Français 68

- 11-12 septembre : Isaac Ange renverse Andronic Ier Comnène, qui est massacré par la foule, lors de graves périls extérieurs. Début du premier règne de Isaac II, empereur byzantin (fin en 1195)[7].
- Septembre ou novembre[9] : début de la révolte des Bulgares, des Serbes et des Valaques écrasés d’impôts par Isaac II (1185-1187). Sévères défaites des Byzantins.

- 7 novembre : battus à Dimitritsi sur le Strymon par Alexis Branas, général d'Isaac II[10], les Normands gardent les îles de Zante et de Céphalonie.
- 25 novembre : élection du pape Urbain III (consacré le 1er décembre, fin de pontificat le 19 octobre 1187)[11]. L’archevêque de Milan Uberto Crivelli succède à Lucius sur le trône pontifical à Vérone, qu’il quitte pour Ferrare puis se heurte au fils de Frédéric Barberousse qui ravage les États de l’Église.
- 9 décembre : début du règne de Sanche Ier Povoador (le Colonisateur), roi de Portugal (fin en 1211). Il fait appel à des émigrés allemands ou anglais pour mettre en valeur l’agriculture du Portugal[12].

- Philippe Auguste commence le pavage des rues de Paris[13] (fin en 1190).
- Assise au comte Geoffroy, premier acte législatif pris à l'échelle du duché de Bretagne par Geoffroy II de Bretagne. Elle vise à limiter la division des grands fiefs en imposant le droit d'ainesse[14].